# Lübeckische Blätter
Le Lübeckische Blätter est depuis 1835 le bulletin d'information de la Société de promotion des activités d'utilité publique (de) de Lübeck et en même temps une revue pour Lübeck.

## Histoire
La revue parut en 1835 comme successeur du « Lübeckische Blatter », publié pour la première fois en 1827 et interrompu au bout d'un an, initialement sous le nom de « Neue Lübeckische Blatter ». Le premier éditeur est Ludwig Heller (de). Dans la période allant de 1835 à l'année révolutionnaire 1848, ils sont également considérés comme le porte-parole du mouvement de renouveau, appelé plus tard à Lübeck sous le nom de Jeune-Lübeck (de). En raison de leur contenu critique et controversé, les contributions ne sont initialement pas publiées sous le nom de l'auteur, mais plutôt sous un code. En janvier 1859, la revue est interdite en raison de vives critiques à l'égard de la politique des dirigeants de la cité-État. Mais dès février 1859, elle paraît à nouveau sous le titre modifié « Lübeckische Blatter » avec le sous-titre « Sonntagsblatt der Lübecker Zeitung ».
En 1896, la société d'utilité publique, qui cofinance jusqu'alors le Lübeckische Blatter, prend la relève en tant qu'éditeur. Jusqu'en 1941, la revue est généralement publiée chaque semaine, parfois plus fréquemment, et trimestriellement de janvier 1942 à mars 1943 ; puis la publication doit être interrompue en raison d'une pénurie de papier. Entre 1945 et 1949, la rédaction manque de ressources financières.
Le Lübeckische Blätter sont publiées et imprimées par la maison d'édition Schmidt-Römhild (de) de Lübeck depuis 1958. Ils paraissent tous les quinze jours depuis l'automne 1949, sauf en juillet et août, avec une longueur moyenne de 16 pages. En 2010, la revue en est à sa 175e année. Le Lübeckische Blatter est toujours le bulletin d'information des organisations à but non lucratif (environ 1 900 membres) ; Il s'agit également d'une revue pour Lübeck axé sur le développement urbain, les questions sociales et la culture. La chronique mensuelle et la section de discussion détaillée sur le théâtre, la musique et les expositions sont importantes en termes de contenu. Manfred Eickhölter est rédacteur en chef du magazine depuis 2007.